# 彩虹中学
咸阳市彩虹中学是一所完全中学,创建于1980年。先后被名为陕西省重点中学（陕西省标准化高中）,咸阳市示范中学等。拥有54个教学班及200余教师，设电教阶梯教室、微机室、理化生实验室，以及运动场和较为完善的体育器材。
校友代表：许卓越，南开大学2016级历史学学士，北京大学2020级世界史硕士，北京大学2022级德国近代史博士